# Al-Asraf Músza egyiptomi szultán
Al-Asraf Músza (1229 – 1263, Homsz) Egyiptom utolsó ajjúbida szultánja volt 1250-től feltehetően 1254-ig. Teljes titulusa al-Malik al-Asraf, melynek jelentése: „a legnemesebb király”.

## Élete
Életéről és származásáról nem sokat tudunk, mindössze azt, hogy al-Kámil egyiptomi szultán (1218–1238) a dédapja volt. 1250-ben a bahrí mamlúkok meggyilkolták asz-Szálih Ajjúb fiát és örökösét, al-Muazzam Túránsáhot, és mostohaanyját, Sadzsar ad-Durrt tették meg nő létére – példátlan módon – uralkodónak. A hírre Szíria területén lázadás robbant ki an-Nászir Júszuf, Aleppó emírje vezetésével, amit a mamlúkok Sadzsar ad-Durr lemondatásával kívántak csillapítani. Ekkor a főparancsnok, Ajbak at-Turkumání lépett trónra, de öt nap múlva lemondott a bahrijján belüli, Bajbarsz al-Bundukárí és Aktaj al-Dzsamadár vezette ellenpárt nyomására, akik a lázongást egy ajjúbida herceg trónra emelésével kívánták elfojtani.
A tízesztendős al-Asraf Múszá helyett mindvégig az atabégi rangot viselő Ajbak és felesége, Sadzsar ad-Durr uralkodott, ráadásul megválasztásával nem sikerült lecsillapítani a kedélyeket. Ajbak nagy valószínűséggel 1254-ben mondatta le az uralkodót, azután, hogy leszámolt fő ellenfelével, Aktajjal (ez azonban biztosan nem tudható, elképzelhető, hogy már korábban elűzte Múszát). További sorsa ismeretlen, azon túl, hogy a Nikaiai Császárságba küldték túszként.